# Citizen Cup 1992
Il Citizen Cup 1992 è stato un torneo di tennis giocato sulla terra rossa. È stata l'8ª edizione del torneo, che fa parte della categoria Tier II nell'ambito del WTA Tour 1992. Si è giocato ad Amburgo in Germania dal 27 aprile al 3 maggio 1992.

## Campionesse

### Singolare
Steffi Graf ha battuto in finale  Arantxa Sánchez Vicario con il punteggio di 7–6, 6–2

### Doppio
Steffi Graf /  Rennae Stubbs hanno battuto in finale  Manon Bollegraf /  Arantxa Sánchez con il punteggio di 4–6, 6–3, 6–4